# Восхождение (роман)
«Восхождение» (англ. Ascension) — фантастический роман канадского писателя Дрю Карпишина, вторая книга по вселенной Mass Effect, действие которой разворачивается спустя два месяца после событий Mass Effect.

## Сюжет
В книге повествуется о деятельности организации «Цербер», которая внедрила своих агентов в программу «Восхождение» — программу Альянса Систем, созданную для раскрытия биотических способностей людей. «Церберу» противостоят Кали Сандерс и Хендел Митра — её коллега по проекту «Восхождение».